# Amarusa
Amarusa is een geslacht van halfvleugeligen uit de familie Aphrophoridae. De wetenschappelijke naam van dit geslacht is voor het eerst geldig gepubliceerd in 1857 door Walker.

## Soorten
Het geslacht Amarusa omvat de volgende soorten:
- Amarusa australis (Jacobi, 1921)
- Amarusa elongata (Lallemand, 1922)
- Amarusa picea Walker, 1857
- Amarusa sordida (Jacobi, 1921)
- Amarusa subnigricans (Walker, 1858)